# Cung thiếu nhi tại Bydgoszcz

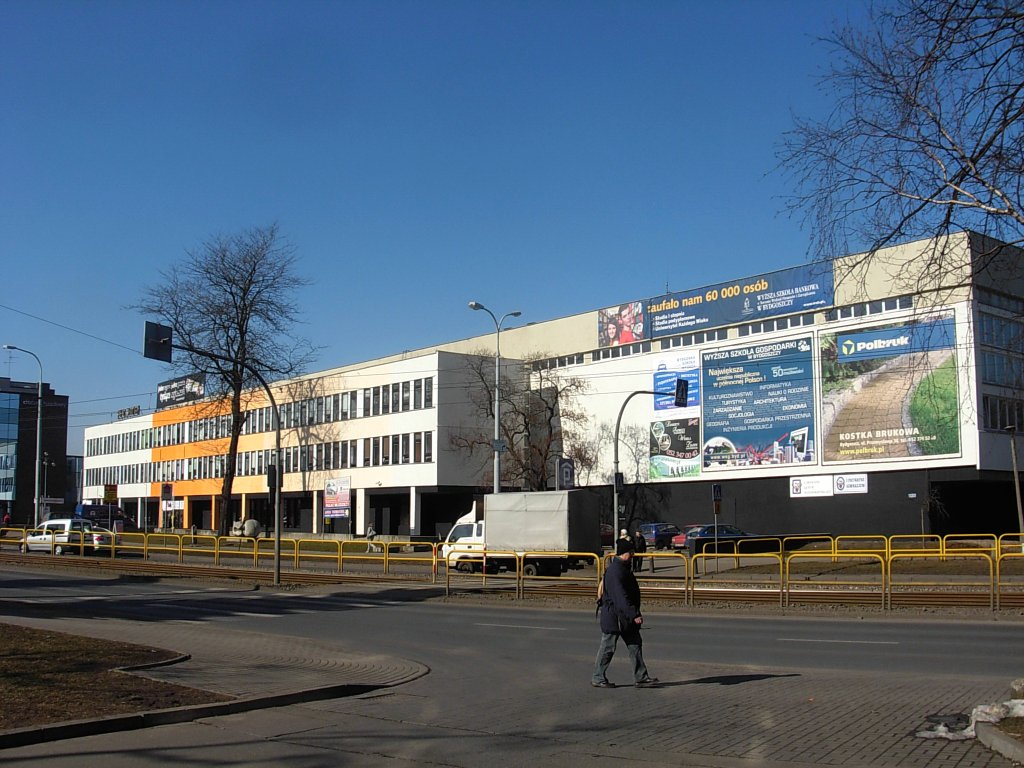
Nhìn từ quảng trường Władysław Jagiełło

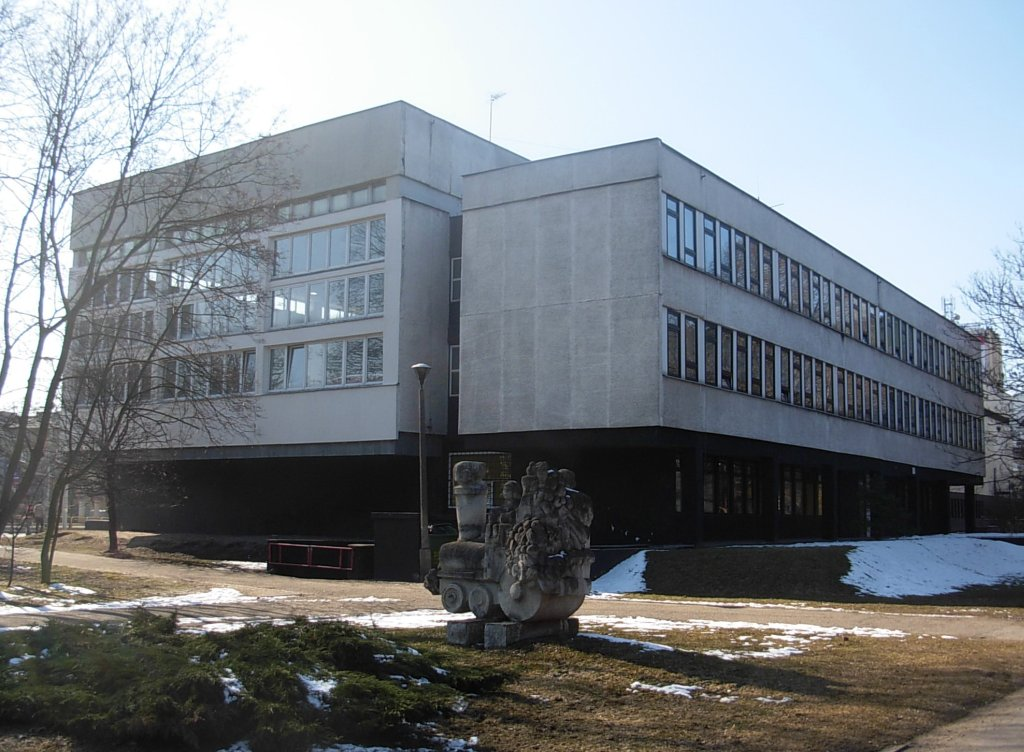
Quang cảnh từ Công viên Nhân dân (parku Ludowego)

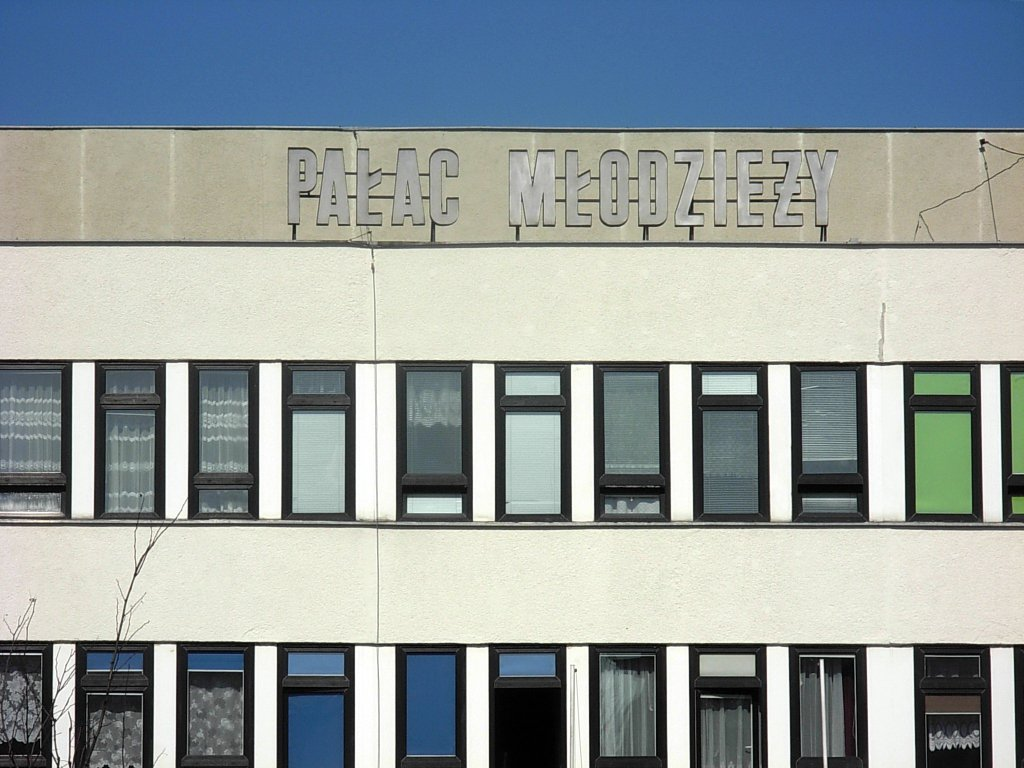
Dòng chữ Pałac Młodzieży (cung thiếu nhi)

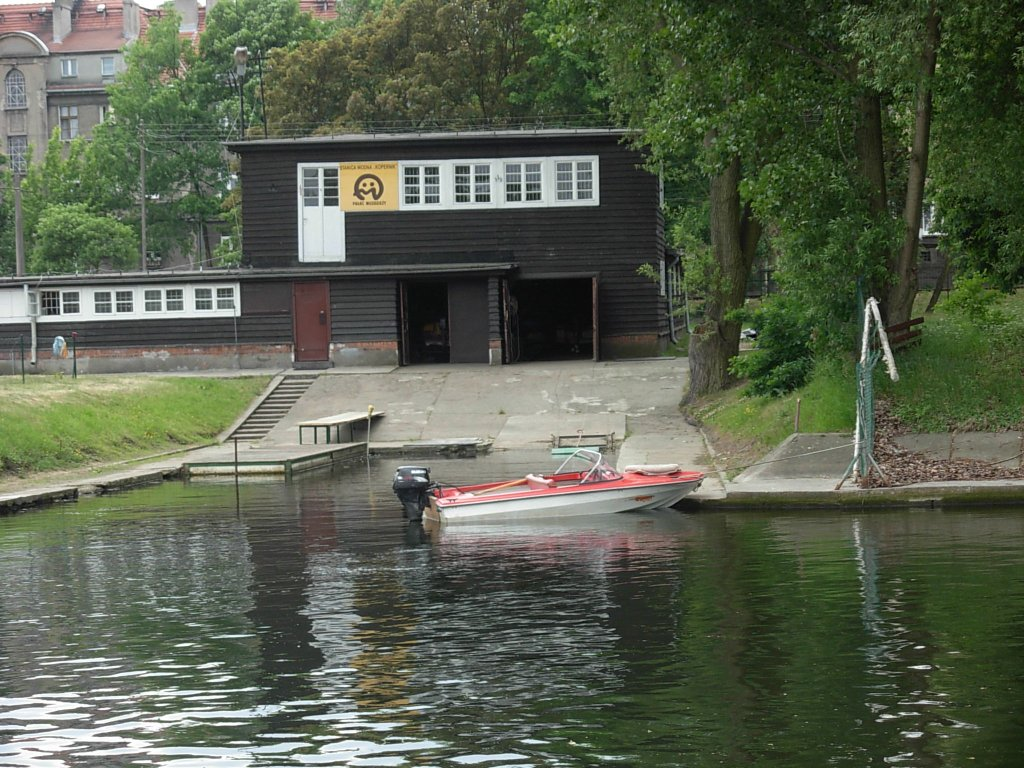
Nhà trọ ven sông "Kopernik" lịch sử (được xây dựng vào năm 1936). Năm 1974 công trình thuộc Cung Thiếu nhi

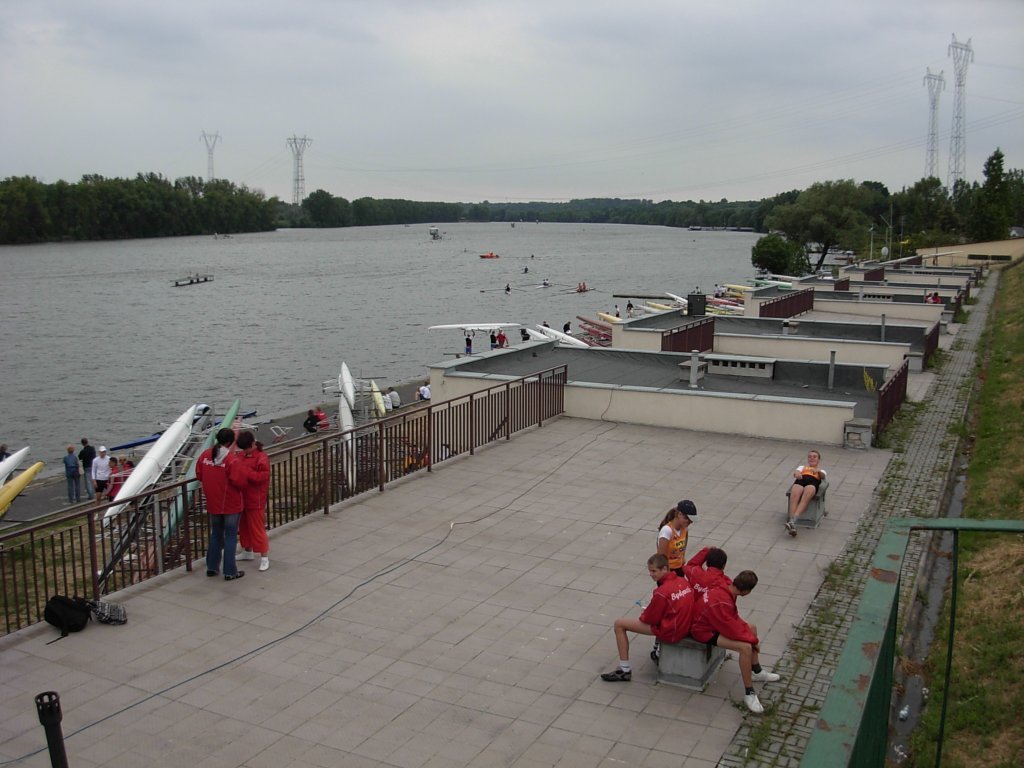
Khóa học Regatta, Cung Thiếu nhi tổ chức(2006-2010)

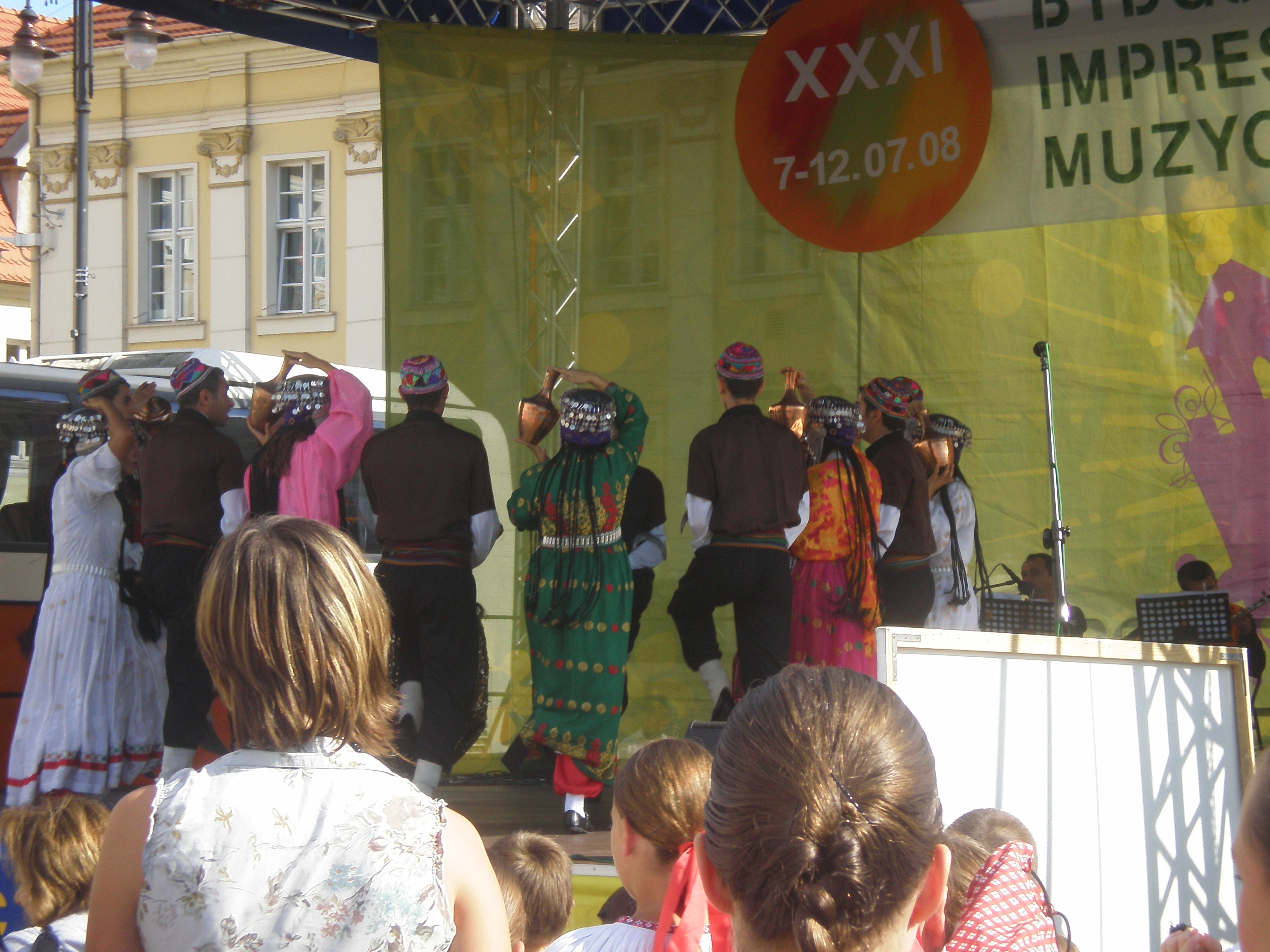
Impresje Muzyczne lần thứ XXXI năm 2008

Cung thiếu nhi tại Bydgoszcz (tiếng Ba Lan: Pałac Młodzieży w Bydgoszczy) là cơ sở giáo dục sau giờ học ở thành phố Bydgoszcz, khai trương ngày 22 tháng 7 năm 1974. Các dịch vụ của cơ sở được hơn 4,7 nghìn., cho đến hàng chục nghìn thanh thiếu niên, thiếu nhi sử dụng.

## Vị trí
Cung thiếu nhi nằm ở trung tâm thành phố Bydgoszcz, ở phía nam Công viên Nhân dân (parku Ludowego). Trước tòa nhà có một cây ớt rất lớn, có chu vi 135 cm.

## Đặc điểm
Cung thiếu nhi là một tổ chức giáo dục lớn nhất trong tỉnh Kujawsko-Pomorskie về cơ sở vật chất, số lượng người tham gia và nhân viên cũng như số lượng chương trình. Nhiệm vụ của tổ chức là phát huy sở thích và khả năng của trẻ em, thanh thiếu niên. Những đứa trẻ sẽ có thể thể hiện tài năng của họ trong các đội thi thành phố và khu vực. Cung thiếu nhi nổi trội với nhiều nhóm nhảy, cặp nhảy, dàn hợp xướng, dàn nhạc, các đội thi này giành vòng nguyệt quế tại nhiều lễ hội trong nước và quốc tế.
Cung thiếu nhi tại Bydgoszcz là một thành viên của Hội đồng Giáo dục ngoại khóa quốc gia từ năm 1995. Năm 2001, cung thiếu nhi là thành viên của Hiệp hội các tổ chức ngoại khóa ở châu Âu dành cho trẻ em và thanh thiếu niên tại Praha. Đây là cột mốc son quan trọng trên bản đồ văn hóa của Bydgoszcz, đóng vai trò là Trung tâm văn hóa khu vực dành cho trẻ em và thanh thiếu niên .

## Lịch sử
Cung thiếu nhi  được thành lập dựa trên sáng kiến xã hội. Năm 1969, Ủy ban Xã hội về Xây dựng Nhà Thanh niên Văn hóa, Công nghệ và Thể thao (Społeczny Komitet Budowy Młodzieżowego Domu Kultury, Techniki i Sportu) làm chủ đầu tư . Thiết kế được  kiến trúc sư Z. Lipski, J. Sadowski và J. Wujek thực hiện, và Bernard Majchrzak xây dựng.

## Cơ sở vật chất
Diện tích có thể sử dụng của tòa nhà là 7,6 nghìn m², gồm 3 tầng. Tòa nhà bao gồm:
- phòng chiếu phim và nhà hát với 260 chỗ ngồi,
- một quán cà phê với 100 chỗ ngồi,
- Phòng thể dục,
- một bể bơi trong nhà,
- hội trường ba lê,
- phòng học ngoại ngữ,
- một số phòng giảng và phòng thu về các lĩnh vực: hội họa, nhiếp ảnh, thêu và may, thanh nhạc, đài phát thanh và truyền hình, giao thông đường bộ, salon triển lãm,
- câu lạc bộ [6].

Cung thiếu nhi có một khu thể thao dưới nước "Kopernik"  nằm trên đường Brda từ năm 1974.